# Azumi-no-isora
Azumi-no-isora (阿曇磯良?) è un kami shintoista. È considerato un kami del mare e l'antenato (oyagami) del popolo Azumi. È noto per una leggenda medievale secondo cui fu invitato da una danza kagura a emergere dal mare e a donare il Gioiello del Palazzo del Drago all'imperatrice Jingū.

## Descrizione
Nell'"Hachiman Gudōkun" (八幡愚童訓?), che racconta l'origine del santuario Iwashimizu Hachiman-gū, è descritto come: "Azumi-no-isora è il Daimyojin del Mare di Shiga", sembra che questa divinità fosse la divinità consacrata nel santuario Shikaumi a Higashi-ku, città di Fukuoka, prefettura di Fukuoka  dove ora sono consacrate le tre divinità Watatsumi).
Secondo la leggenda popolare, Azumi-no-isora è il figlio di Toyotama-hime, e sarebbe lo stesso Hiko Nagisatake (un altro nome di Ugayafukiaezu). L'"Hachiman Gudōkun" menziona anche che Azumi-no-isora è la stessa divinità Ame-no-Koyane, venerato nel santuario Kasuga.

## Leggenda
Il Taiheiki registra l'apparizione di Azumi-no-isora come segue: 
«Quando l'imperatrice Jingū inviò truppe nei Tre Regni di Corea, invitò tutti gli dei, ma Azumi-no-isora, che viveva in fondo al mare, si vergognava della sua brutta faccia con abaloni e ostriche attaccate sopra, e non si fece vedere. Così Sumiyoshi allestì un palco sotto il mare ed eseguì la danza preferita di Azumi-no-isora per attirarlo fuori, e Azumi-no-isora apparve in risposta. Azumi-no-isora prese quindi in prestito il Shiohiru-tama e il Shiomitsu-tama, che hanno il potere spirituale di controllare le maree, da Ryūgū-jō e li donò all'imperatrice, e si dice che grazie a loro, l'imperatrice fu in grado di inviare con successo truppe nei Tre Regni di Corea».
La leggenda del santuario Shikaumi nella prefettura di Fukuoka, patria del popolo Azumi, un popolo di navigatori, afferma anche che "quando l'imperatrice Jingu stava inviando delle truppe nei Tre Regni di Corea, chiese ad Azumi-no-isora di collaborare per garantire una rotta marittima sicura e, dopo un'attenta considerazione, Azumi-no-isora acconsentì e la protesse". Si dice che il santuario Mekarijinja, di fronte allo stretto di Kanmon nella città di Kitakyūshū, abbia avuto origine quando l'ara-mitama e nigi-mitama di Azumi-no-isora furono placati ad Hayamon sulla via del ritorno dall'invio delle truppe nei Tre Regni di Corea.
La leggenda del dio del mare che presenta il gioiello delle acque all'imperatrice Jingu è molto diffusa, e i carri Funaboko del Gion Matsuri a Kyoto raffigurano questa storia con dei burattini.

## Culto
I principali santuari in Giappone che custodiscono Azumi-no-isora sono i seguenti:
- Santuario Shikaumi (Higashi-ku, città di Fukuoka, prefettura di Fukuoka)
- Santuario di Mekari (città di Kitakyūshū, prefettura di Fukuoka)